# Étrappe
Étrappe é uma comuna francesa na região administrativa de Borgonha-Franco-Condado, no departamento de Doubs. Estende-se por uma área de 2,92 km². Em 2010 a comuna tinha 220 habitantes (densidade: 75,3 hab./km²).